# KHSRP
KHSRP‏ (KH-type splicing regulatory protein) هوَ بروتين يُشَفر بواسطة جين KHSRP في الإنسان.